# Alec McCowen
Alexander Duncan (Alec) McCowen (Royal Tunbridge Wells, 26 mei 1925 – Londen, 6 februari 2017) was een Brits acteur en toneelregisseur.

## Loopbaan
Na zijn studie aan de RADA (Royal Academy of Dramatic Art), maakte hij zijn professionele toneeldebuut in 1942. Hij bouwde een reputatie op in klassieke toneelrollen en verscheen in Laurence Olivier zijn ensemble. Het ensemble voerde stukken op als Anthony & Cleopatra. In 1951, tijdens het Festival of Britain, speelde hij in het stuk Caesar & Cleopatra. Hetzelfde jaar maakte hij zijn Broadway-debuut.
In 1953 kwam zijn speelfilmdebuut, in The Cruel Sea. Hij speelde daarna in vele films, waaronder in Frenzy van Alfred Hitchcock. Ook vergaarde hij enige bekendheid in de televisieserie Mr. Palfrey of Westminster. Een van zijn commercieel grootste successen was de rol van Q in de (onofficiële) James Bondfilm Never Say Never Again uit 1983.
Zijn laatst bekende filmwerk was een rolletje in Martin Scorseses Gangs of New York uit 2002.
Hoewel hij op een gegeven moment een veelgevraagd acteur was voor films en televisieseries, speelde hij het liefst toneelrollen. Tot 1992 verscheen hij vele malen op Broadway. Hij werd dan ook drie keer genomineerd voor een Tony-Award en won vele andere awards.
Alec McCowen overleed in 2017 op 91-jarige leeftijd.

## Filmografie
- The Cruel Sea (1953) – Tonbridge
- The Divided Heart (1954) – Verslaggever
- The Deep Blue Sea (1955) – Ken Thompson
- The Long Arm (1956) – Dokter in ziekenhuis
- Time Without Pity (1957) – Alec Graham
- The Good Companions (1957) – Albert Oakroyd
- Town on Trial (1957) – Peter Crowley
- The One That Got Away (1957) – Duty Officer, Hucknall
- Angel Pavement (Televisiefilm, 1957) – Turgis
- The Silent Enemy (1958) – Able Seaman Morgan
- A Night to Remember (1958) – Wireless Operator Harold Thomas Cottam (Carpathia)
- The Doctor's Dilemma (1958) – Redpenny
- Sen noci svatojanske (1959) – Bottom (Stem)
- Television Playhouse Televisieserie – Rol onbekend (Afl., The Mirror Maze, 1960)
- Studio Four Televisieserie – Tom O'Neill (Afl., Call Me Back, 1962)
- The Loneliness of the Long Distance Runner (1962) – Brown, House Master
- In the Cool of the Day (1963) – Dickie Bayliss
- Festival: The Comedy of Errors (Televisiefilm, 1964) – Antipholus of Syracuse
- Play of the Month Televisieserie – Martin Luther (Afl., Luther, 1965)
- The Wednesday Play Televisieserie – Private Secretary (Afl., Sir Jocelyn, the Minister Would Like a Word, 1965)
- Alexander Graham Bell (Televisiefilm, 1965) – Alexander Graham Bell
- The Agony and the Ectasy (1965) – Rol onbekend (Niet op aftiteling)
- Play of the Month Televisieserie – Philip (Afl., Where Angels Fear to Tread, 1966)
- Thirty-Minute Theatre Televisieserie – Willie (Afl., 'Twas on a Sunday, 1966)
- The Wednesday Play Televisieserie – Alfred Poole (Afl., Ape and Essence, 1966)
- The Witches (1966) – Alan Bax
- The Hawaiians (1970) – Micah Hale
- Frenzy (1972) – Chief Inspector Oxford
- Play for Today Televisieserie – Percy (Afl., Triple Exposure, 1972)
- Travels with My Aunt (1972) – Henry Pulling
- Great Mysteries Televisieserie – James Addishaw (Afl., A Point of Law, 1973)
- Private Lives (Televisiefilm, 1976) – Eliot Chase
- BBC2 Play of the Week Televisieserie – Rol onbekend (Afl., When the Actors Come, 1978)
- Stevie (1978) – Freddy
- Hanover Street (1979) – Maj. Trumbo
- Henry V (Televisiefilm, 1979) – Chorus
- Twelft Night (Televisiefilm, 1980) – Malvolio
- The Secret Adversary (Televisiefilm, 1982) – Sir James Peele Edgerton
- A Dedicated Man (Televisiefilm, 1982) – Silcox
- Forever Young (1983) – Father Vincent
- Storyboard Televisieserie – Rol onbekend (Afl., The Traitor, 1983)
- Never Say Never Again (1983) – Q 'Algy' Algernon
- Squaring the Circle (Televisiefilm, 1984) – Rakowski
- Mr. Palfrey of Westminster Televisieserie – Mr. Palfrey (10 afl., 1984-1985)
- The Assam Garden (1985) – Mr. Philpott
- The Importance of Being Earnest (Televisiefilm, 1986) – Dr. Chasuble
- Personal Services (1987) – Wing Commander Morten
- Cry Freedom (1987) – Acting High Commissioner
- Bergerac Televisieserie – Trenchard (Afl., Trenchard's Last Case, 1989)
- Storyboard Televisieserie – Aeneas Sampson (Afl., Hunted Down, 1989)
- Henry V (1989) – Ely
- The War That Never Ends (Televisiefilm, 1991) – Thucydides
- Maria's Child (Televisiefilm, 1992) – Eugene McCarthy
- The Age of Innocence (1993) – Sillerton Jackson
- Shakespeare: The Animated Tales Televisieserie – Verteller (1992-1994)
- Cruel Train (Televisiefilm, 1995) – Supt. Fish
- Kavanagh Q.C. Mr. Justice Mansell (Afl., Previous Convictions, 1999)
- Longitude (Televisiefilm, 2000) – Sir Frank Dyson
- David Copperfield (Televisiefilm, 2000) – Mr. Jorkins
- The American (Televisiefilm, 2001) – Henry James (Stem)
- Victoria & Albert (Televisiefilm, 2001) – Sir Robert Peel
- Midsomer Murders Televisieserie – Sir Christian Aubrey (Afl., The Electric Vendetta, 2001)
- Gangs of New York (2002) – Reverend Raleigh